# 張見庵
張見庵（1893年—？年），名敬虞。河北省武邑縣人。曾任北平市教育局長、河北省教育廳長、省立河北大學校長。

## 生平
早年留學美國哥倫比亞大學，獲教育碩士學位，歷任國立北京師範大學教授、國立北平大學女子師範學院教育系講師、北平特別市政府教育局長、河北省政府委員兼教育廳長。直隸第二師範學校校長、省立河北大學校長、民國學院教育系教授、中國學院哲學教育系講師、國立北京師範學院教育倫理組講師、《晨報》主編、中華教育總會委員等。1949年後，曾任職南京文物保管委員會。